# Echte Kerle (Film)
Echte Kerle ist eine deutsche Filmkomödie von Rolf Silber aus dem Jahr 1996. Für die Darsteller Christoph M. Ohrt und Tim Bergmann bedeutete der Film, der in Deutschland sehr erfolgreich in den Kinos lief, ein Sprungbrett zur Film- und Fernsehkarriere.

## Handlung
Der Frankfurter Hauptkommissar Christoph Schwenk, der sich selbst zwar als „Haselmaus“ bezeichnet und einen Hang zu Kuschelbären pflegt, ist ein waschechter Macho. Nachdem er von seiner Verlobten aus der gemeinsamen Wohnung hinausgeworfen wird, ertränkt Christoph in einem Nachtclub seinen Kummer im Alkohol. Zu seinem großen Entsetzen wacht er am nächsten Morgen nackt im Bett des schwulen Kfz-Mechanikers Edgar auf. Verunsichert darüber, ob und was in der letzten Nacht passiert sein könnte, sucht er umgehend das Weite. Da er aber auf die Schnelle keine andere Unterkunft finden kann und zudem sein Auto gestohlen wird, zieht er vorübergehend bei Edgar ein. Dieser hatte sich sofort in Christoph verliebt und macht sich nun einen Spaß daraus, Christoph mit seiner Homophobie aufzuziehen.
Unterdessen wird die ebenso intelligente wie attraktive Polizistin Helen dem Einsatzteam von Christoph zugeteilt. Zusammen mit Kollege Mike sollen sie eine Autoschieberbande dingfest machen. Als Helen ihren Einstand in einer Bar feiern will, treffen sie und Mike zufällig auf Christoph und Edgar. Dabei erfährt Edgar, der seinen Lebensunterhalt eigentlich mit dem Frisieren geklauter Autos verdient, dass er sich mit Christoph ausgerechnet einen Polizisten als Untermieter eingehandelt hat.
Nachdem die Polizeibeamten Kallenbach und Deichsel Christoph mit Edgar wiederholt auf der Straße sehen, macht schließlich das Gerücht die Runde, Christoph sei schwul. Dieser zweifelt bereits selbst an seiner Männlichkeit, was ihm jedoch auch neue Einsichten beschert und ihn sensibler gegenüber seinen Mitmenschen macht.
Auch Helen, die sich in Christoph verliebt hat und ihm kurzzeitig näher kommt, ist bald überzeugt, dass er ausschließlich Männer liebt. Kollege Mike wiederum mutmaßt, Helen fühle sich zum eigenen Geschlecht hingezogen, nachdem er sie mit einer Frau sieht, bei der es sich jedoch nur um Helens fürsorgliche Schwester Karin handelt. Für weitere Verwirrung sorgt Edgars eifersüchtiger Ex-Freund Marco, der wegen Autoschieberei ins Blickfeld der Polizei gerät und die Ordnungshüter auch zu Edgar zu führen droht.
Als Christoph und Helen schließlich allein von einer leer stehenden Wohnung aus mit Fernglas und Kamera darauf warten, die Autodiebe auf frischer Tat zu ertappen, können sie ihre Gefühle füreinander nicht länger verbergen. Sie schlafen miteinander und verpassen letztlich die Gelegenheit, die Autodiebe festzunehmen. Nachdem Christoph und Helen zueinander gefunden haben, ist es am Ende überraschenderweise Mike, der sich als schwul herausstellt und dafür sorgt, dass sein Freund Edgar nicht auffliegt.

## Hintergrund

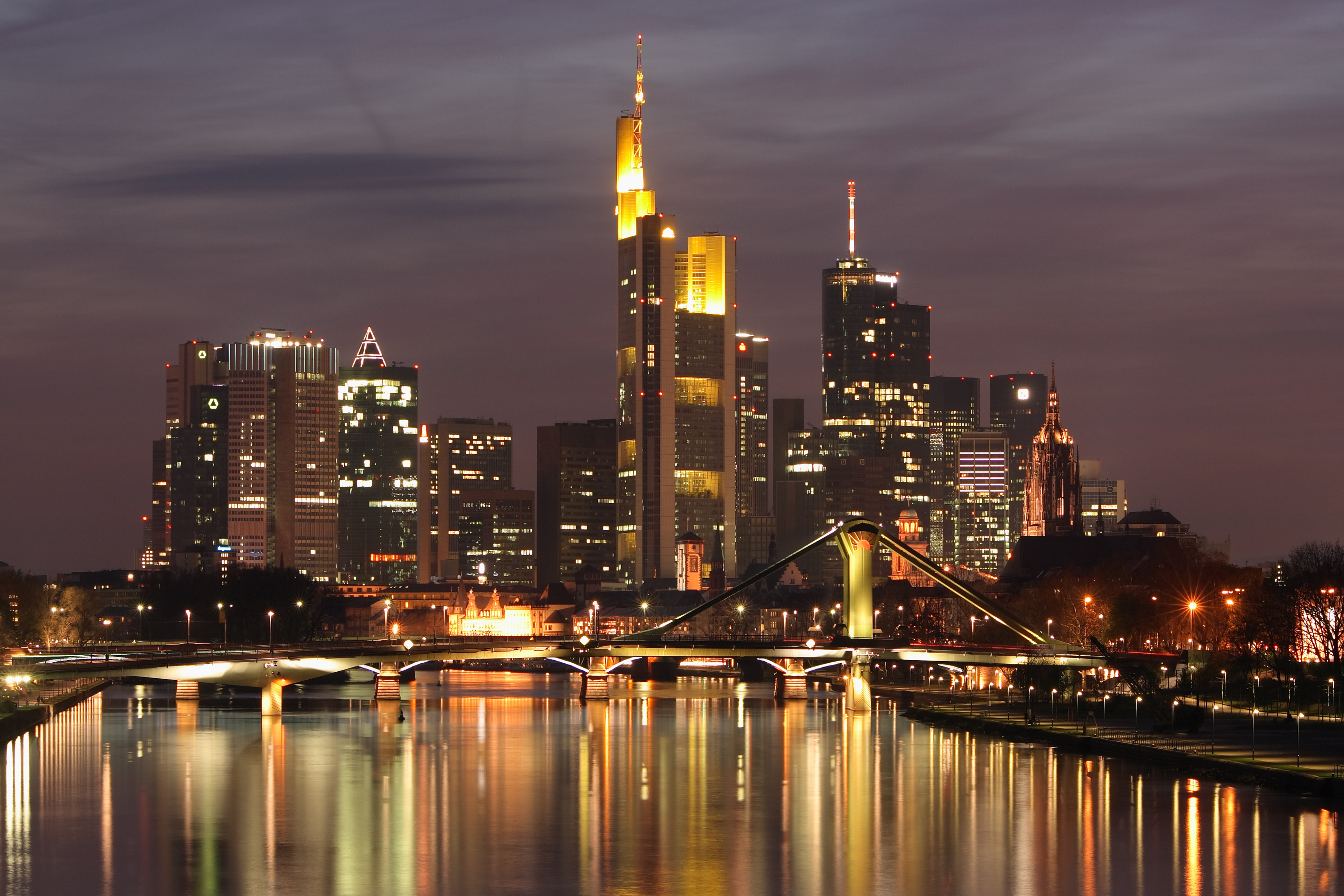
Die nächtliche Skyline Frankfurts

Die Außenaufnahmen, die sich vom 8. August bis zum 2. September 1995 erstreckten, fanden in Frankfurt am Main statt. Um für eine kurze Szene die nächtliche Skyline Frankfurts bestmöglich zur Geltung zu bringen, schrieben die Macher des Films sämtliche Büros der Wolkenkratzer an und baten die Inhaber darum, für eine Nacht die Beleuchtung in den Büroräumen anzuschalten. Vom 4. bis zum 25. September 1995 wurden die Innenaufnahmen, wie beispielsweise die Szenen in Edgars Wohnung, in Köln gedreht.
Echte Kerle wurde schließlich am 30. Mai 1996 in Deutschland uraufgeführt und spielte mit 1,2 Millionen Besuchern umgerechnet rund 6,5 Millionen Euro an den deutschen Kinokassen ein.

## Kritiken
„Echte Kerle hat eine Leichtigkeit, eine coole Melancholie, wie man sie sonst eher im französischen Kino findet.“

„Echte Kerle ist ein amüsanter, kluger Film über das komplizierte Regelwerk zwischenmenschlicher Beziehungen. […] Hier wird keine Emotion von Pointen zugeknallt, keine Figur zur Schablone reduziert. Edgar ist nicht der in seiner Manieriertheit fast asexuelle Vorzeigeschwule. […] Rolf Silber nimmt seine Figuren ernst – und auf die Schippe. Und das macht Echte Kerle zu einer der schönsten neuen deutschen Komödien.“

„Dank witziger Dialoge und glaubhafter Liebesverwirrungen gelang eine amüsante Komödie.“

„Bieder inszenierte und weitgehend langweilig bebilderte Beziehungskomödie, die bis auf die allzu spröde weibliche Hauptrolle zwar von launigen Darstellern und gelungenem Wortwitz getragen wird, sich aber nicht zu einem rundum gelungenen Kinoerlebnis verdichtet.“

„Was vom Thema her zunächst an Wortmanns Bewegten Mann erinnert, modelliert Regisseur Rolf Silber zu einer warmherzigen, flott und pfiffig inszenierten Geschichte, die ihren Witz nicht auf Kosten der Verwicklungen zwischen Schwulen und Heteros erzielt, sondern aus der ebenso humorvollen wie aufrichtigen Auseinandersetzung mit beiderseitigen Vorurteilen und Macho-Attitüden. […] Am Schluß ist irgendwie jeder ein bißchen schwul, und jeder, einschließlich des Zuschauers, bekommt sein Stück vom Glück.“

## Auszeichnungen
Tim Bergmann wurde 1997 als Bester Nebendarsteller für den Deutschen Filmpreis nominiert, konnte sich jedoch nicht gegen Moritz Bleibtreu in Knockin’ on Heaven’s Door durchsetzen. Die Filmeditorin Inez Regnier konnte sich dagegen behaupten und gewann die Trophäe in der Kategorie Bester Schnitt sowohl für ihre Arbeit für Echte Kerle als auch für Rossini – oder die mörderische Frage, wer mit wem schlief. Des Weiteren erhielt Regisseur und Drehbuchautor Rolf Silber 1996 den Bernhard Wicki Preis
für seinen Film beim Internationalen Filmfest Emden. Die Jury der Deutschen Film- und Medienbewertung verlieh dem Film das Prädikat „Wertvoll“.